# Житлово-комунальне господарство Кременчука
Житлово-комунальне господарство Кременчука нараховує 40 підприємств, на яких працює 2300 чоловік. У 2011 році бюджет житлово-комунального господарства міста склав 35 мільйонів 570 тисяч гривень. Це більше, ніж минулого року, на 80,3%. Головними є серед цих підприємств:
- КАТП-1628 (Кременчуцьке автотранспортне підприємство 1628)
- КП «Міськсвітло»
- КП «КПС ШРБУ» (Кременчуцьке підрядне спеціалізоване шляхове ремонтно-будівельне управління)
- КП «КТУ» (Кременчуцьке тролейбусне управління)
- КП "Кременчукводоканал"
- КП «Теплоенерго»
- КП «СКРП» (Спец. комбінат ритуальних послуг)
- «Автозаводське» (комунальне госпрозрахункове житлово-експлуатаційне підприємство)
- «Крюківське» (комунальне госпрозрахункове житлово-експлуатаційне підприємство)

Ці підприємства виконують роботи з озеленення, освітлення міста, його санітарного очищення, капітального та поточного ремонту доріг, благоустрою території, капітального ремонту та поточного утримання житлового фонду тощо.

## Бюджет
Головними статтями витрат стали:
- Благоустрій — майже 7 млн грн.
- КП «Міськводоканал» — 4 млн грн.
- КП «Теплоенерго» — 4 млн грн.
- Роздільне збирання та сортування сміття — 3,6 млн грн.
- Капітальний ремонт житла — 8,5 млн грн.
- Капітальний ремонт ОСББ — 0,5 млн грн.
- КП «Тролейбусне управління» — млн грн.
- КП «Спецсервіс-Кременчук» — 0,23 млн грн. + 0,47 млн грн. на відлов тварин
- КП «КАТП-1628» — 1 млн грн.
- Придбання спецавтотехніки для комунальних підприємств — 3,7 млн грн.
- КП «Міськсвітло» — 0,4 млн грн.
- КП «КПС ШРБУ» — 3,4 млн грн.

## Житлове господарство
Житловий фонд, що належить до територіальної громади міста становить 65584 м², приватизовано 57670 квартир, що становить майже 90%, не приватизованого житлового фонду залишилося близько 10%. В комунальній власності міста налічується 1239 житлових будинків, з них — 244 будинки віком до 25 років з моменту забудови, 712 будинків віком від 25 до 50 років, 175 будинків — від 50 до 75 років, 67 будинків віком понад 75 років і 41 будинок у поганому стані. У місті нараховується 13 чотирнадцятиповерхівок і більше 20 десятиповерхівок.
Житлові будинки утримується на балансі комунальних госпрозрахункових житлово-експлуатаційних підприємств «Автозаводське» та «Крюківське».

## Водопровідно-каналізаційне господарство

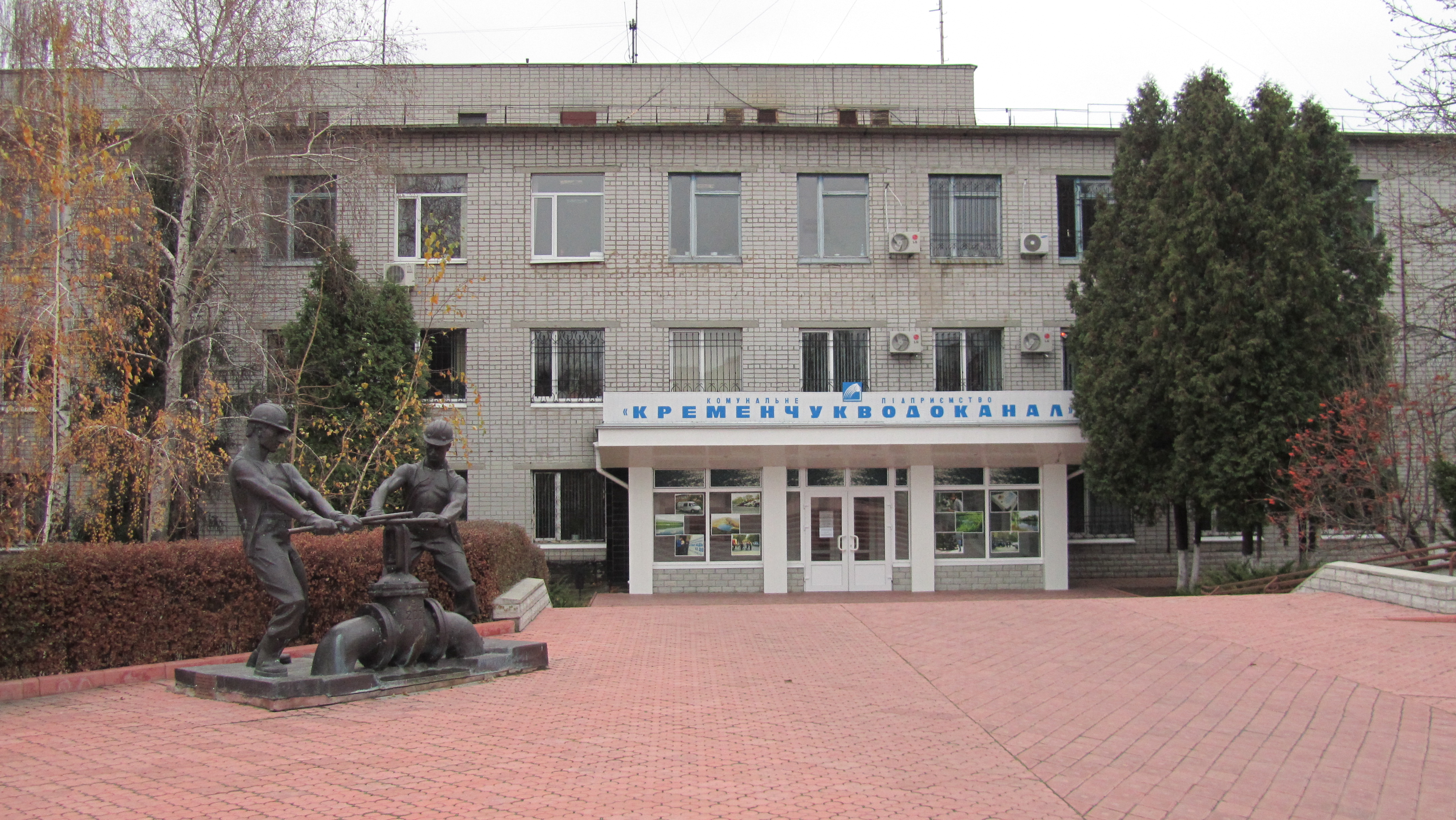
Кременчукводоканал

Послуги водопостачання та водовідведення місту та деяким деяким навколишнім селам надає комунальне підприємство Кременчуцький водоканал, створене ще у 1910 році (Саме тоді була пробурена перша свердловина). Водопостачання м. Кременчука здійснюється через розподільну мережу «Кременчукводоканал». Основним джерелом водопостачання є води ріки Дніпро з Кременчуцького водосховища. Обробка води здійснюється на водопровідних очисних спорудах, загальною проектною продуктивністю 150 000 м³/добу. Загальна довжина водогінної мережі м. Кременчука становить близько 423,37 км, загальна довжина каналізаційної мережі міста становить порядку 283,6 км. Функції контролю якості за станом вихідної і подаваних на господарсько-питні нестатки води здійснюються хіміко-бактеріологічними лабораторіями «Кременчукводоканалу».
Під час літніх криз з якістю води на початку 2000-их років було побудовано у житлових кварталах багато колонок для отримання питної води. Зараз на території міста розташовано 99 трубчастих колодязів, але лише з 25 колонок воду можна пити

## Міський електротранспорт

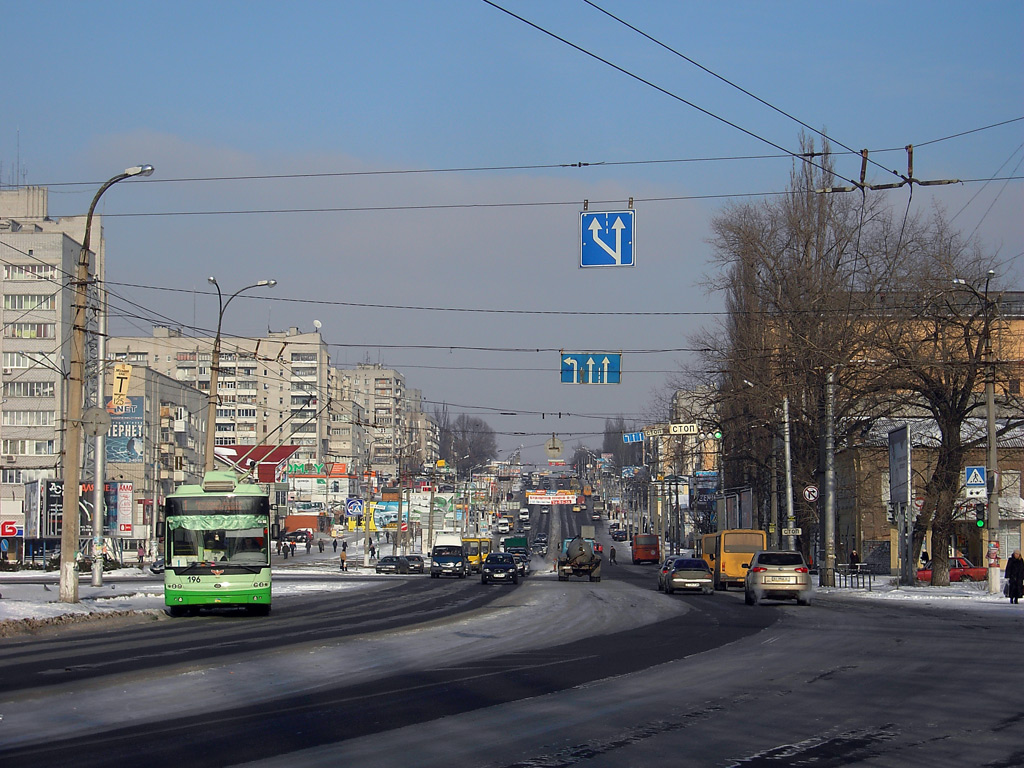
Тролейбус на маршруті

Підприємством, що надає послуги електротранспорту з перевезень пасажирів у внутрішньоміському сполученні є комунальне підприємство «Кременчуцьке тролейбусне управління». Воно має ремонтно-експлуатаційну базу на 100 машиномісць, 60 пасажирських тролейбусів різної модифікації, 10 одиниць спец. автотранспорту, 9 тягових перетворюючих підстанцій, протяжність контактної мережі 145,4 км. Середньомісячний обсяг перевезення пасажирів 765,7 тис. чоловік, тобто щоденно послугами тролейбусу користуються 25525 жителів та гостей міста. Чисельність працівників управління — 321 чоловік. 7 листопада 2011 року підприємство відзначило свій ювілей — 45 років з дня заснування.

## Зовнішнє освітлення
Вуличне освітлення у Кременчуці здійснюється КП «Кременчуксвітло», на балансі якого знаходиться 1093,4 км мереж зовнішнього освітлення та 11,4 тисяч одиниць світлоточок.

## Комунальна теплоенергетика
Постачання теплової енергії здійснює комунальне підприємство «Теплоенерго», на балансі якого знаходиться 10 квартальних та 2 дахові котельні, 49,9 км трубопроводів центрального опалення та гарячого водопостачання у 2-х трубному вимірі. Для Раківки, що розташована у правобережній частині міста, джерелом теплопостачання є ТЕЦ ВАТ «КВБЗ».

## Зелені насадження

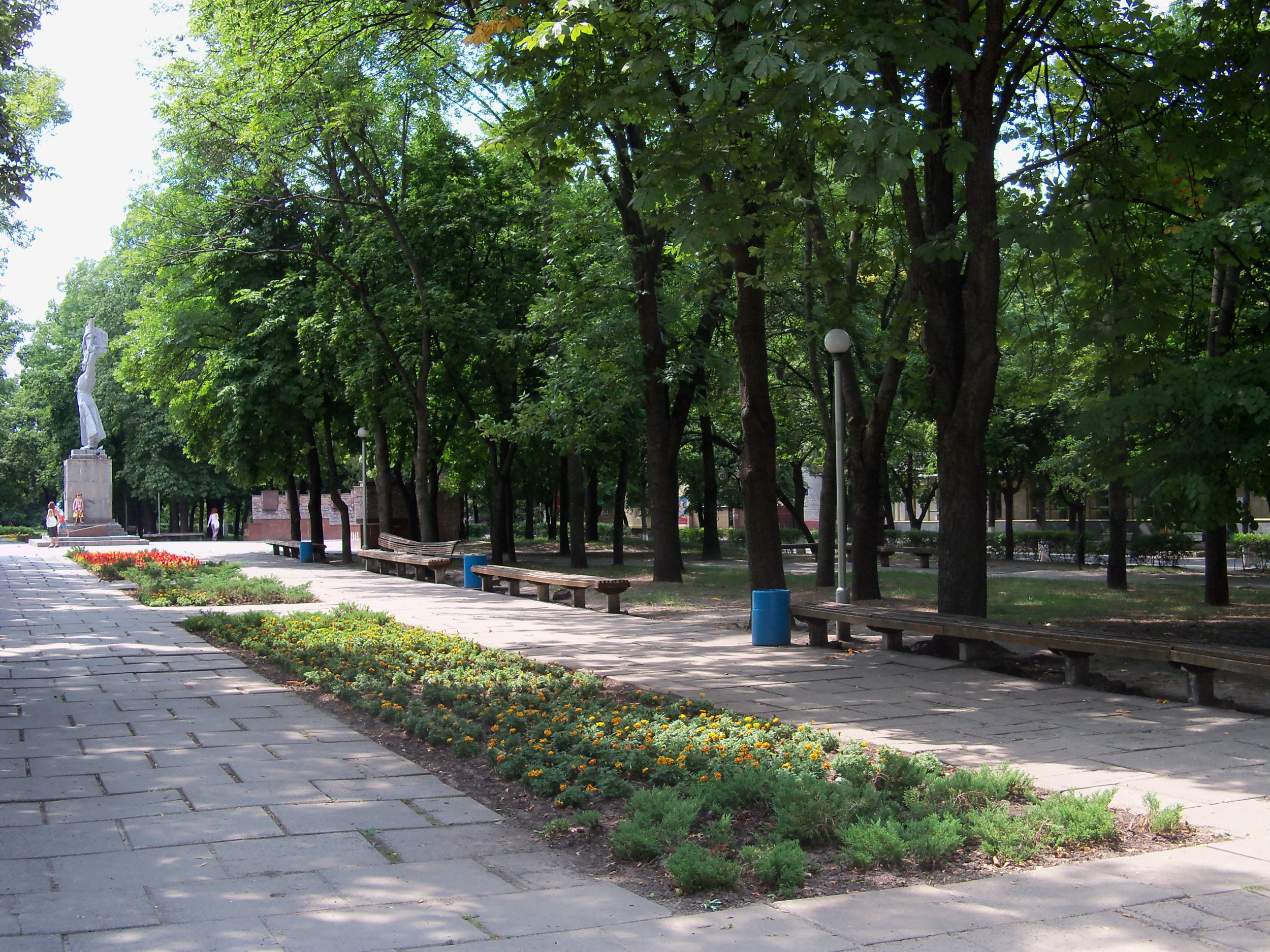
Сквер імені Олега Бабаєва

Зеленими насадженнями міста опікується комунальне підприємство «Благоустрій Кременчука». Воно було створено у 2006 році з метою утримання, поточного ремонту та капітального ремонту зелених насаджень міста, утримання насосних станцій перекачки зливових вод. На балансі підприємства знаходяться зелені насадження парків, скверів, зелених розподільних смуг, та інші об'єкти благоустрою.

## Прибирання та побутові відходи

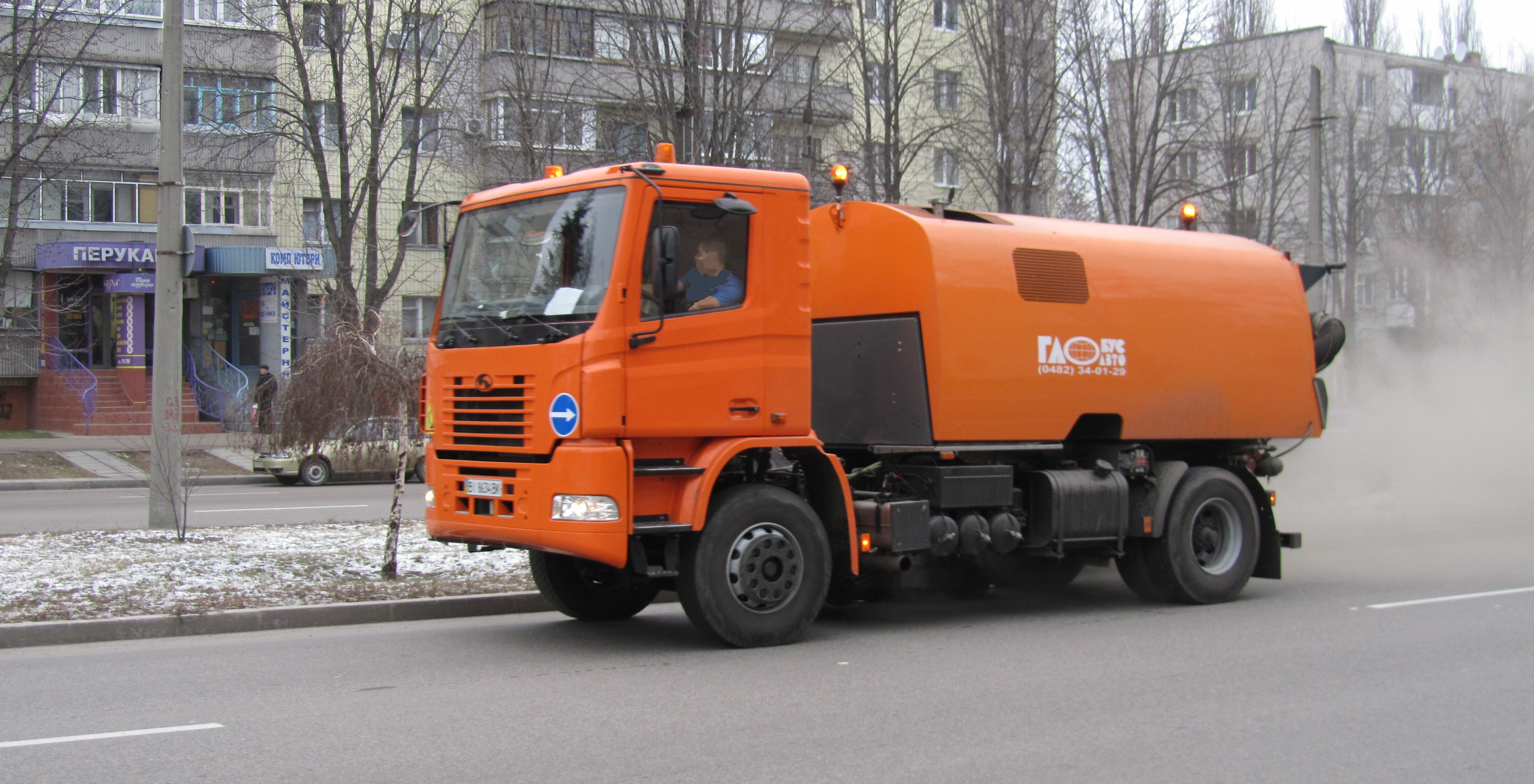
Вакуумна підмітально-прибиральна машина КрАЗ К12.2 на вулицях Кременчука

Кременчуцьке комунальне автотранспортне підприємство 1628 надає послуги:
- видалення та вивезення твердих побутових відходів та рідких нечистот з домоволодінь, підприємств, установ, організацій згідно з договорами
- складування та знезаражування твердих відходів та рідких нечистот, які вивозяться на міське звалище та поля асенізації автотранспортом підприємства і підприємствами міста.

Кременчуцьким КАТП-1628 щорічно перевозиться 242,6 тис. м³ твердих побутових відходів, з яких 190,0 тис. м³ становлять вивіз від населення міста.
26 лютого 2006 року була затверджена міською радою програма впровадження роздільного збору та сортування твердих побутових відходів на території міста Кременчука. У 2008–2009 роках придбало 880 депо-контейнерів для роздільного збору ТПВ ємністю 3,2 м³ та автомобілі для їх обслуговування. З наявних контейнерів, використовується половина через брак обслуговуючих автомобілів.
У Кременчуцькій міській раді є плани з будівництва заводу з механіко-біологічної переробки сміття, що є другим етапом програми впровадження роздільного збору та сортування побутових відходів. У рамках робіт у цьому напрямі 24 вересня 2009 року було відкрито установку з видобутку газу на міському звалищі на Деївській горі. Далі планується створити українсько-німецького підприємства «Альтернативні енергосистеми і технології захисту навколишнього середовища», що буде займатись видобутком на Деївському звалищі біогазу, який потім буде перероблятися в електроенергію для продажу.

## Бездоглядні тварини
Для ефективної роботи по знешкодженню бездоглядних тварин з КАТП-1628 було виділено окреме підприємство КП «Спецсервіс — Кременчук», яке стало єдиним комунальним спеціалізованим підприємством, що надає послуги населенню міста з перетримки, медичної допомоги та передачу бездоглядних тварин (після проведення відповідних медичних процедур) охочим.
29 березня 2011 року було прийнято програму «Охорона тваринного світу та регулювання чисельності бродячих і безпритульних тварин в місті на 2011–2015 роки», один з пунктів програми передбачає стерилізацію бездомних собак з тим, щоб потім відпускати їх в місця вилову.

## Ритуальні послуги
Ритуальні послуги, пов'язані з організацією і проведенням поховання надає комунальне підприємство «Спеціалізований комбінат ритуальних послуг».
Ритуальні послуги: оформлення договору-замовлення на організацію та проведення поховання; копання могили; виготовлення і реалізація предметів ритуальної належності (труни, вінки похоронні та траурні стрічки до них, намогильні таблички, швейні вироби та інші атрибути, необхідні для поховання); транспортні послуги: доставка померлого в морг, доставка замовлених предметів ритуальної належності, автокатафалк (включаючи міжміські перевезення померлих), автобус супроводження похорону; послуги з організації поховання і проведення ритуалу, музичного супроводу поховання, перенесення труни з померлим; виготовлення та встановлення намогильних споруд.
Підприємство утримує міські кладовища, які йому підпорядковані, виділяє на них місця для поховання померлих, здійснює контроль за проведенням поховань.